# Macrocalamus lateralis
Espèce
Statut de conservation UICN

 LC  : Préoccupation mineure
Macrocalamus lateralis  est une espèce de serpents de la famille des Colubridae.

## Répartition
Cette espèce se rencontre dans la province de Narathiwat en Thaïlande et au Penang en Malaisie péninsulaire

## Publication originale
- Günther, 1864 : The reptiles of British India, p. 1-452 (texte intégral).